# EC Pelotas

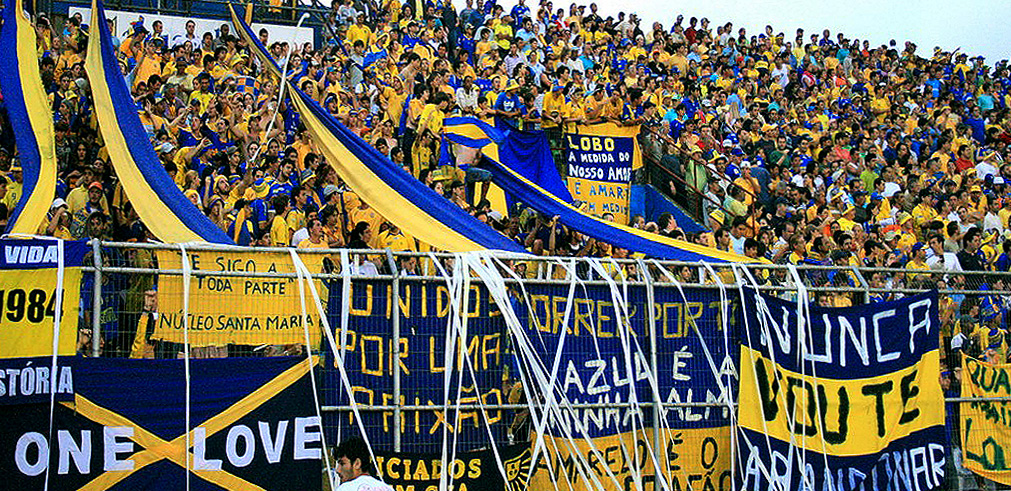
Die Fanszenerie des EC Pelotas im Boca do Lobo.

Der Esporte Clube Pelotas ist ein Fußballverein aus Pelotas im Bundesstaat Rio Grande do Sul in Brasilien. Spitzname des Vereins ist „Lobão“ (großer Wolf) und sein Heimstadion ist das „Boca do Lobo“ (Wolfsmaul).

## Geschichte
EC Pelotas ist am 11. Oktober 1908 als Ergebnis einer Fusionierung zweier älterer Vereine entstanden. Er ist damit der älteste Club der Stadt, seine beiden Ortsrivalen Brasil de Pelotas und Grêmio Atlético Farroupilha sind erst nach ihm gegründet wurden. Durch einen Finalsieg gegen Grêmio FBPA konnte 1930 der bisher einzige Staatsmeistertitel gewonnen werden. Im späten 20. Jahrhundert war der Club gelegentlich in den unteren Spielklassen der brasilianischen Meisterschaft präsent. Letztmals qualifizierte er sich gemeinsam mit dem Rivalen Brasil de Pelotas für die Série D zur Saison 2014. Doch während der Rivale den Aufstieg in die Série C geschafft hat, ist EC Pelotas im selben Jahr aus der nationalen Meisterschaft ausgeschieden und auf Staatsebene in die Zweitklassigkeit abgestiegen.
Erfolge:
- Staatsmeisterschaft von Rio Grande do Sul: 1930
- Staatspokal von Rio Grande do Sul: 2008, 2019

## Frauenfußball
Die Frauenfußballabteilung wurde am 25. Juli 1996 gegründet und besteht seither ohne Unterbrechungen. Mit dem 2002 gestarteten Projeto Phoenix de Futebol Feminino wurde der Schwerpunkt der Vereinsaktivität auf die Talentförderung gelegt. 2008 konnten die „Wölfinnen“ die Staatsmeisterschaft gewinnen.
Erfolge:
- Staatsmeisterschaft von Rio Grande do Sul: 2008

## Bekannte Aktive
- Flávio Minuano (1976–77, 1978–79; Nationalspieler)
- Michel Bastos (Jugend bis 2001; Nationalspieler)
- Andressa Cavalari Machry (2009; Nationalspielerin)[1][2]